# Kamuli Sugar Limited
Kamuli Sugar Limited (KSL), es una empresa de fabricación de azúcar en Uganda.

## Ubicación
La fábrica y la sede de la empresa se encuentran en la carretera Jinja-Kamuli-Mbulamuti, a unos 12 km al sur de la ciudad de Kamuli, donde se encuentra la sede del distrito. La empresa es miembro de la Millers Association of Sugarcane, un grupo industrial nacional de pequeños fabricantes de azúcar en Uganda.

## Visión general
Kamuli Sugar Limited, fundada en 2010, es miembro del grupo de empresas Pramukh, que incluye a Pramukh Steel Limited, fundada en 2007, y Ajay Cotton Limited, fundada en 2009.